# Europe
Europe é uma banda de rock formada em 1979 na cidade de Upplands Väsby, Suécia, primeiramente sob o nome Force, pelo vocalista Joey Tempest e guitarrista John Norum. Apesar de largamente associada ao hard rock e heavy metal (em seus dois primeiros discos), a banda tem elementos de sinfonia, porém os integrantes classificam a banda como rock clássico. A partir do terceiro disco até pararem em 1992, a sonoridade passou a se  tornar comercial, especialmente pela utilização constante de sintetizadores. Desde a sua formação, a banda Europe lançou onze álbuns de estúdio. Em 20 de outubro de 2017, a banda lançou seu mais novo trabalho, intitulado Walk the Earth.
O Europe atingiu a fama global em 1986 com o terceiro álbum de estudio
The Final Countdown, que foi um grande sucesso comercial, vendendo mais de 15 milhões de cópias em todo mundo, ganhando doze discos de platina e seis discos de ouro pelo mundo. A banda atingiu dois Top 20 álbuns na tabela Billboard 200 "The Final Countdown" em 1986 e "Out of This World" em 1988.
Suas canções mais conhecidas são "The Final Countdown", "Rock The Night", "Carrie", "Open Your Heart", "Cherokee", "Superstitious", "Scream of Anger" e "Seven Doors Hotel".
Até hoje o Europe vendeu mais de 25 milhões de álbuns em sua carreira, fazendo eles o quinto grupo mais bem sucedido da Suécia na história.
O Europe entrou em hiato em 1992. Os integrantes reuniram-se temporariamente para uma apresentação única em Estocolmo na Véspera do ano novo de 2000, e também uma apresentação no Hard Rock Café de Estocolmo no mesmo ano, e anunciaram a volta oficial em 02 outubro de 2003. Desde então o Europe lançou seis álbuns, "Start from the Dark", "Secret Society", "Last Look at Eden", "Bag of Bones", "War of Kings" e "Walk the Earth". Um novo álbum será lançado em 2026.

## História

### O início
No início a banda chamava-se Force, formada em 1979, em Upplands Väsby, Estocolmo e era formada pelo vocalista e tecladista Joey Tempest, o guitarrista John Norum, o baixista Peter Olsson e o baterista Tony Reno. A banda enviou vários demos para as gravadoras, sem sucesso. Em 1981, Olsson saiu da banda e foi substituído por John Levén.
Em 1982, a namorada de Joey colocou o Force no concurso de talentos de Rock Sueco Rock-SM. Competindo contra quatro mil bandas, eles ganharam o concurso, as suas recompensas seriam um contrato de gravação de um álbum por uma gravadora sueca. Joey venceu a nomeação para melhor vocalista e Norum venceu o nomeação para melhor guitarrista. Durante o concurso, o Force mudou seu nome para Europe. O seu álbum homônimo foi lançado e produzido pela própria banda em 1983 alcançando a posição oito na Suécia e 62 no Japão, vendendo trinta mil cópias. O single "Seven Doors Hotel" tornou-se um êxito no top 10 da Tokio Hot 100, do Japão. O segundo álbum, Wings of Tomorrow foi lançado em 1984, chegando a posição 20 na Suécia e 24 no Japão, vendendo setenta mil cópias na Suécia (os dois primeiros álbuns seriam relançados internacionalmente pela CBS, chegando a um milhão de cópias cada um nos anos seguintes). O álbum colocou a CBS Records interessada na banda, oferecendo-lhes um contrato internacional em 1985. O tecladista Mic Michaeli foi recrutado para tocar nos concertos ao vivo e tornou-se um membro oficial pouco tempo depois. Ao mesmo tempo, Tony Reno foi despedido pela banda. O seu substituto escolhido foi Ian Haugland. Em 1985 o Europe gravaram a trilha  sonora para um filme de adolescentes sueco On the Loose, que lhes deu o êxito o single de "Rock the Night" (primeira versão foi lançada apenas no país natal da banda) com a posição 4 na Suécia, vendendo noventa mil cópias. Vários meses mais tarde, Joey foi convidado a escrever uma canção para o projeto de solidariedade Swedish Metal Aid. Eles escreveram "Give A Helping Hand", que iria representar as maiores nomes do rock sueco. O ganho das vendas do single, que foi produzido pelo Kee Marcello, guitarrista dos Easy Action, foi doado às pessoas famintas da Etiópia.

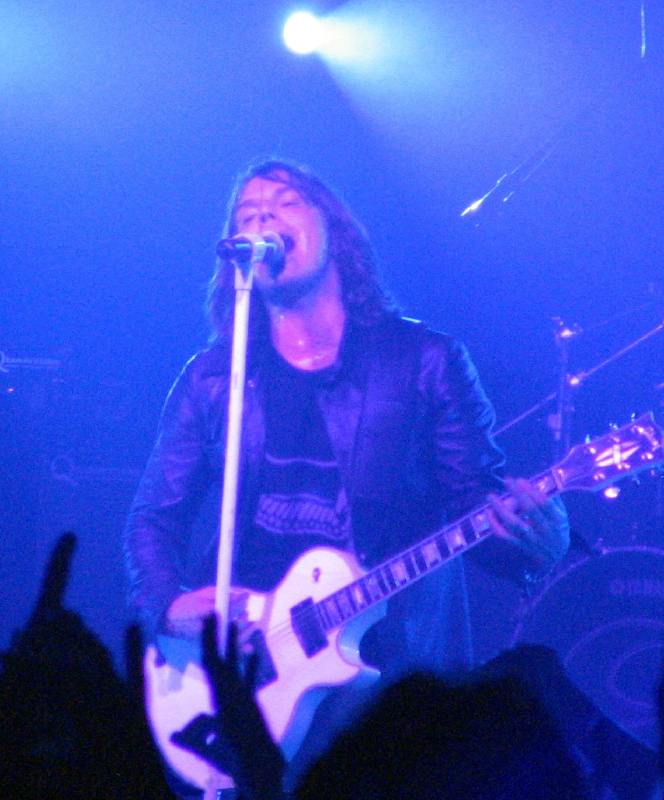
O vocalista Joey Tempest.

### Sucesso mundial
No final de 1985 eles começaram a gravar o seu próximo álbum. O resultado foi The Final Countdown (que ganhou doze discos de platina e seis discos de ouro pelo mundo, vendendo ao todo mais de quinze milhões de cópias). O sucesso mundial foi alcançado em 1986 e teve uma turnê com quarenta concertos na Suécia e Japão (a banda também fez um show na Noruega e na Alemanha), além de playbacks nas TVs europeias (a turnê mundial ficou adiada para 1987). A faixa-título foi número um em 25 países (incluindo as paradas do Reino Unido), a balada "Carrie" atingiu a terceira posição na tabela Billboard Hot 100 nos EUA (porem nao fez muito sucesso na Europa), enquanto a faixa título ficou em oitavo (mesma posição do álbum), e "Rock The Night", que foi sucesso na Europa, ficando nas primeiras posições de muitos países europeus (na França vendeu 250 mil cópias, ganhando disco de prata). Não satisfeito com o som e a imagem comercial que Europe se tornou, disputa de egos com Joey Tempest ao vivo nos palcos, e principalmente com o empresário da banda em relação aos ganhos financeiros, John Norum decidiu deixar o Europe em 31 de outubro de 1986 e seguir carreira solo, assinando um contrato com a mesma gravadora do Europe, CBS Records. Kee Marcello foi convidado a substituí-lo e depois de alguma consideração como produzir, compor e cantar (o que acabou não ocorrendo mais tarde) decidiu juntar-se à banda. Em 1987 a banda fez a turnê mundial com sessenta shows pela Europa, Japão e EUA. O sucessor de The Final Countdown foi o álbum Out of This World, lançado em 1988, com um som muito mais comercial que o álbum anterior. O álbum vendeu 3,5 milhões de cópias (e alcançou a posição dezenove na Billboard), foi considerado um fiasco pela gravadora, que pertencia a Epic Records, da Sony Music. A gravadora havia dado prioridade máxima na divulgação da banda como a segunda maior do mundo e maior de rock da gravadora Epic na época (só perdendo para Michael Jackson). Mais shows seguiram-se, incluindo uma turnê nos EUA com Def Leppard em 1988, além de shows na Ásia e na Europa em 1989, aonde tocaram no festival de Milton Keynes, Inglaterra com Bon Jovi e Skid Row.
No final de 1989, o Europe fez um show no clube Whisky a Go Go em West Hollywood, Califórnia, sob o nome Le Baron Boys.  Esse nome seria mais tarde usado como o título para uma muito circulada bootleg do Europe, que continha gravações demo de músicas recusadas pela gravadora. A banda passou os dois anos seguintes praticamente sem tocar (somente tocando no Chile no Festival de Viña Del Mar, além de uma turnê na Ásia), e o álbum Prisoners in Paradise foi lançado no final de 1991 (alcançando apenas a posição 9 na Suécia). Ele recebeu pouca atenção da mídia devido ao movimento grunge, com Nirvana e Pearl Jam.  Na véspera do ano novo de 1992, o Europe começou uma nova turnê com um festival Tokyo Dome, onde o Metallica no auge também tocou. Curiosamente, o espetáculo chamava-se The Final Countdown. Depois de dez anos de viver, gravar e tocarem juntos, o Europe decidiu parar a turnê em março de 1992. Desde então, Joey, Norum e Kee lançaram álbuns solo, enquanto os outros membros participaram em diferentes projetos e bandas.

### Retorno

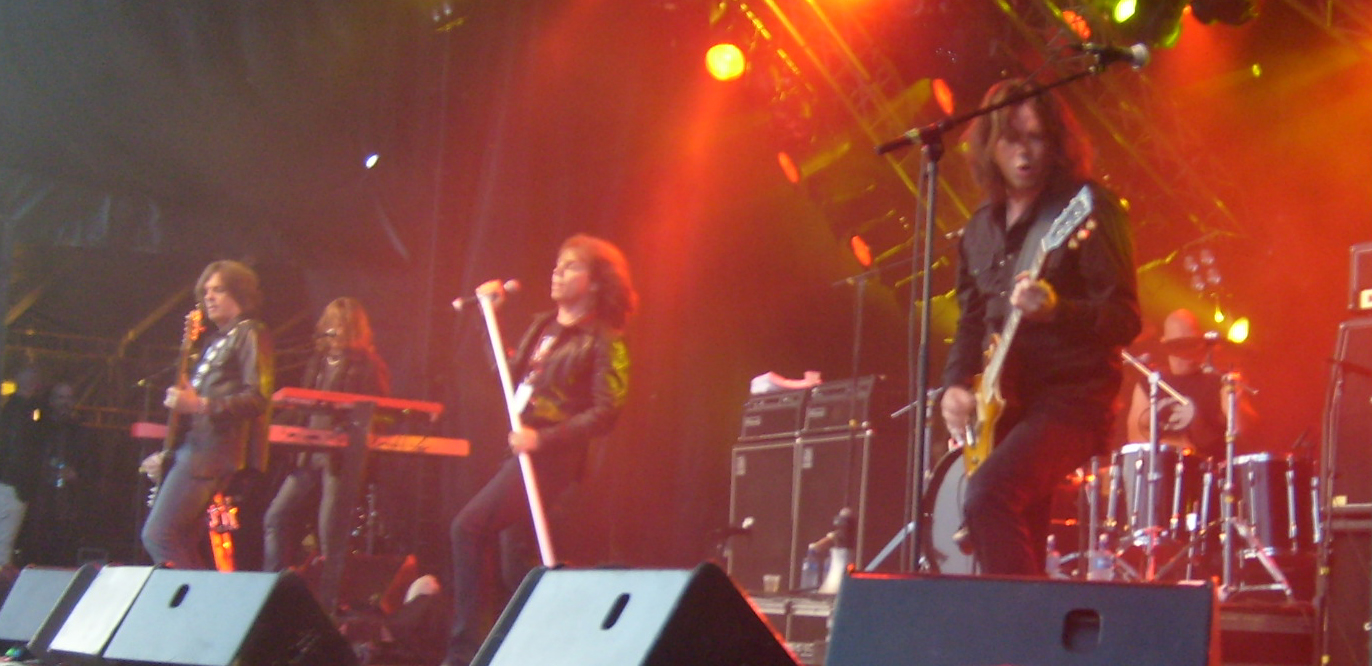
Europe ao vivo em Lakselv, em 2008

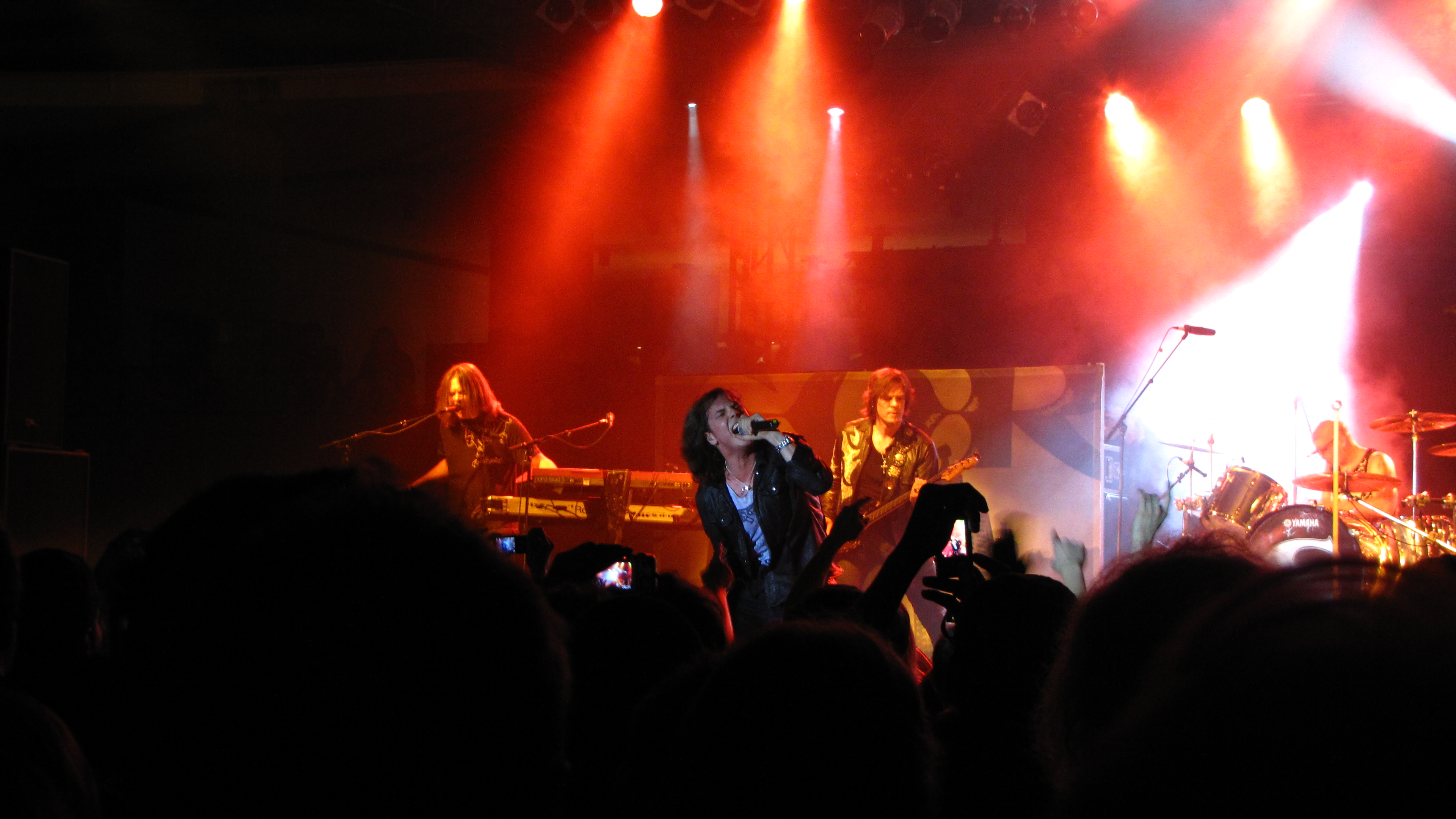
Europe ao Vivo Em Tvarna,Finlândia em 2010

Na celebração do milénio, o Europe tocou em Estocolmo na Véspera de ano novo de 2000. Esse seria o primeiro e único show deles com os dois guitarristas. Contudo este não foi um retorno oficial e sim um evento único, além de tocarem no Hard Rock Café de Estocolmo também no mesmo ano. Ao longo dos anos, houve vários rumores da reunião da banda, e em outubro de 2003 foi dado como oficial: o Europe anunciou planos para um novo álbum e uma turnê mundial. A banda então voltou à formação clássica da época de "Wings of Tomorrow" e The Final Countdown, com John Norum como único guitarrista. No verão de 2004 o Europe fez uma turnê de verão pela Europa. Os alinhamentos dos shows incluíam vários clássicos antigos com uma abordagem com mais peso, mas também introduziu a faixa-título do seu novo álbum - Start from the Dark, que foi lançado no final de 2004 (chegando a posição dois na Suécia), e recebeu boas críticas dos críticos da música, vendendo 600 mil cópias em a época já de era de mp3.
O Europe começou uma turnê mundial (lançando um vídeo, Live From The Dark, gravado em Londres) e depois de dois anos lançou Secret Society, em outubro de 2006, segundo álbum de estúdio após o retorno, e saindo em turnê mundial. O álbum foi considerado o mais pesado já feito pela banda, sendo bastante superior e melhor produzido que o anterior (chegando a posição 4 na Suécia e 70 na paradas da Europa). O single "Always The Pretenders" chegou a posição 2 na Suécia. Uma nova turnê mundial foi realizada, desta vez tocando também em países do leste europeu pela primeira vez.
Em 2008, o Europe fez um show acústico em Estocolmo, chamando o evento de Almost Unplugged. A banda foi acompanhada por um quarteto de violinos e tocou versões trabalhadas das suas músicas, assim como versões cover de músicas de bandas que os influenciaram  - Pink Floyd, UFO, Led Zeppelin e Thin Lizzy. Foi lançado em CD no final 2008, e mais tarde em vídeo.

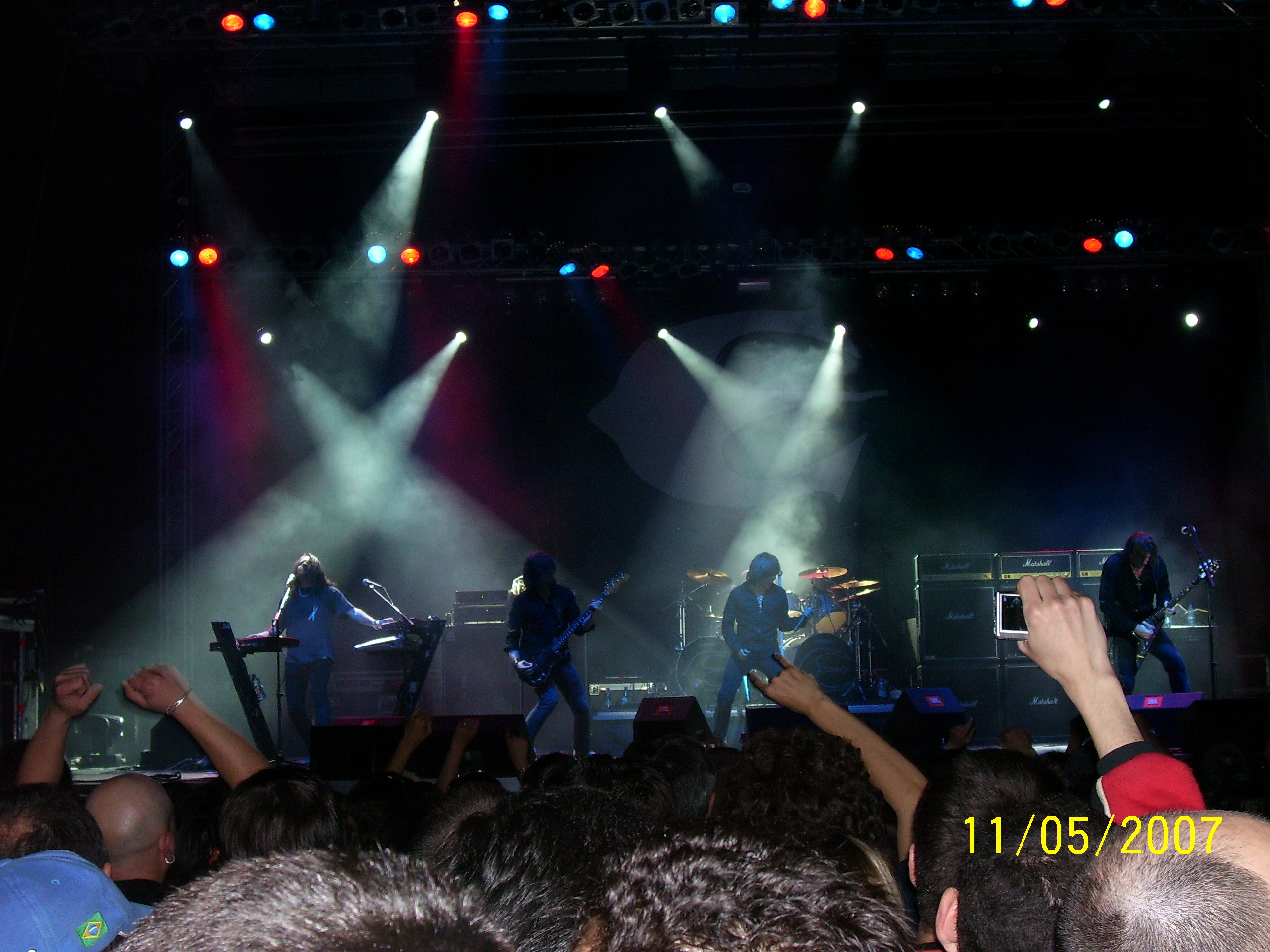
Europe ao vivo em Lovech, 2007

O Europe lançaram em 2009, Last Look at Eden, o terceiro álbum após a volta do Europe, sendo mais comercial que os anteriores, e chegou ao primeiro lugar na Suécia. Em 2010 a banda tocou pela primeira vez no Brasil, se apresentando na cidade de São Paulo.
Em 2011 a banda gravou uma apresentação no glorioso palácio de concertos de Shepherds Bush, em Londres, na qual saiu o vídeo Live in Shepherds Bush, mostrando como o vocalista Joey Tempest tem se mostrado satisfeito com o desempenho do público londrino, pois foi o segundo vídeo gravado lá.

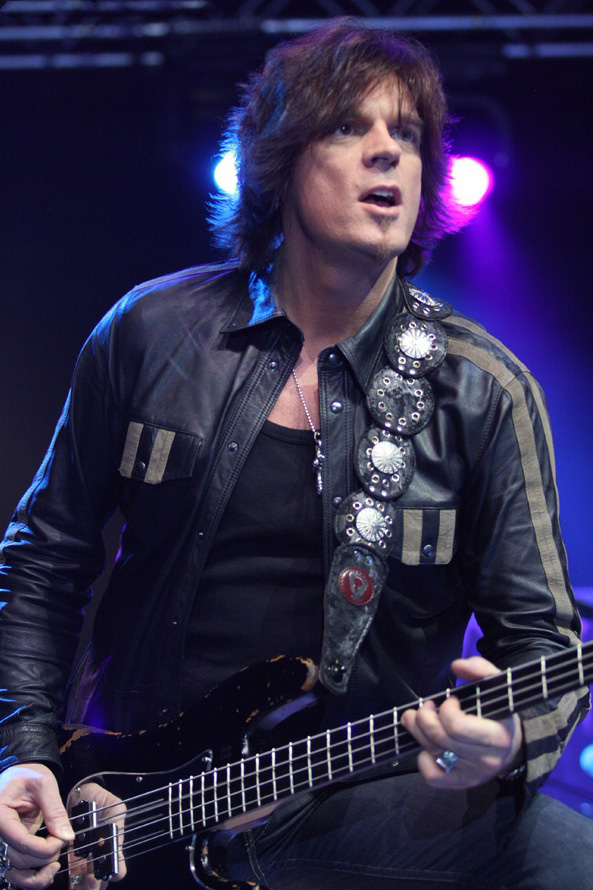
John Leven Durante show ao vivo do Europe em 2010

Em 2012 mais um álbum de estúdio foi lançado, chamado Bag of Bones (que chegou a posição dois na Suécia). Foi produzido com o produtor Kevin Shirley e gravado nos Estados Unidos. A banda voltou ao Brasil, fazendo um show novamente em São Paulo.
Para comemorar o seus trinta anos de carreira em 2013, o grupo fez um show de duas horas e meia no Sweden Rock Festival. Nesta ocasião, participaram: Scott Gorham (Thin Lizzy) e Michael Schenker (UFO). A apresentação em vídeo e cd ao vivo saiu no final de 2013.

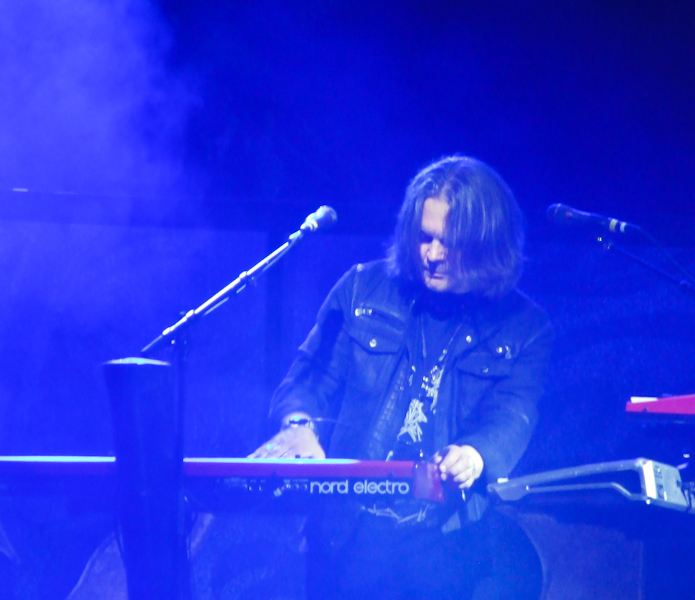
Mic Michaeli em show ao vivo do Europe em Sófia, Bulgária, em 2011

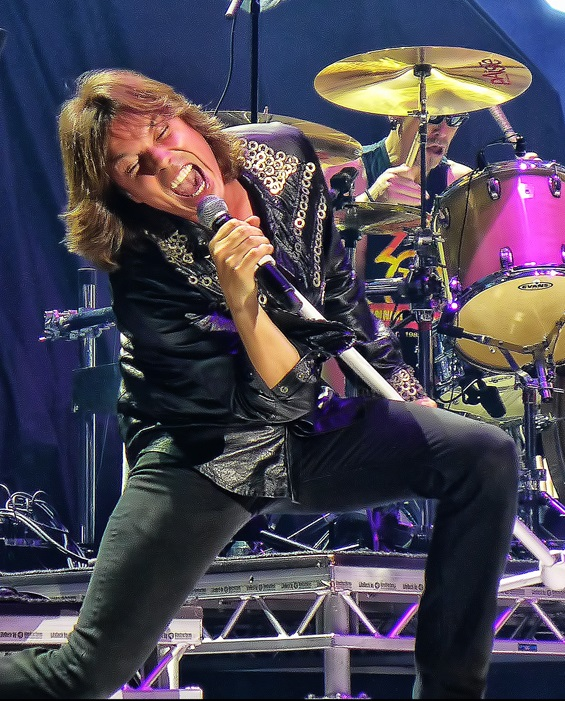
Joey Tempest, com o Europe no Festival HellFest, na França em 2013

A banda fez uma turnê pela Suécia em 2014, para comemorar os trinta anos do lançamento do álbum Wings of Tomorrow. A turnê se chamou "Wings Over Sweden", onde a banda tocou o álbum na íntegra, incluindo "Lyin' Eyes", nunca tocada ao vivo. A banda continuou em 2014 tocando em grandes festivais na Europa, até pausar para gravar seu novo álbum.

Joey Tempest, junto com os outros integrantes da banda entraram em estúdio no final de 2014 para a gravação do décimo álbum da carreira da banda, War of Kings (que chegou a posição dois na Suécia e cinquenta na Inglaterra). O álbum foi lançado em 2015. A banda fez uma turnê mundial, e voltou aos Estados Unidos após dez anos (o álbum chegou a posição dezoito nas paradas de rock da Billboard e 44 nos álbuns independentes).   

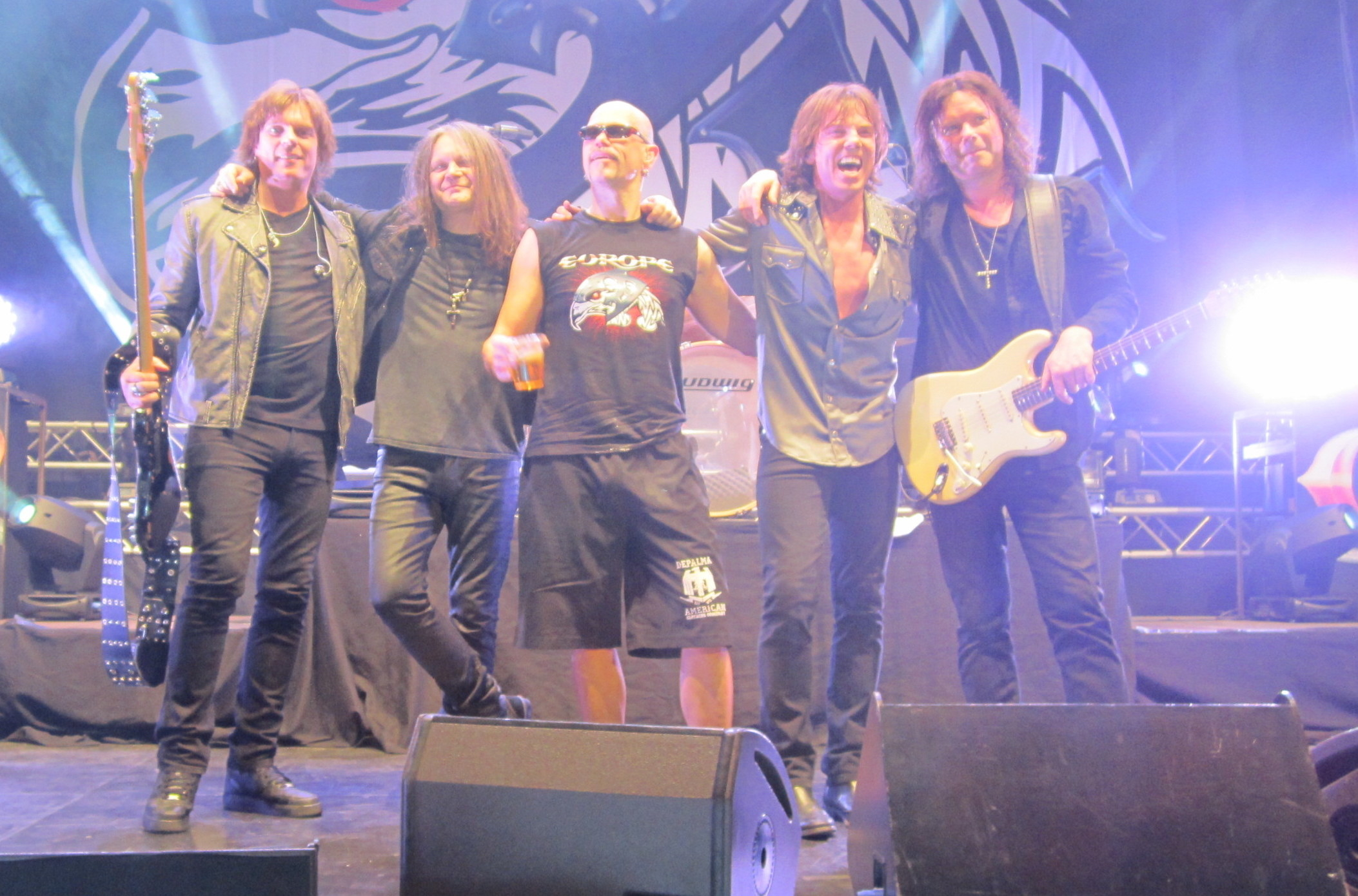
Europe em concerto na turnê especial Wings Over Sweden, em Março de 2014

Em 2016 a banda fez uma turnê de verão na Europa e no fim do ano fez uma nova turnê europeia especial, em comemoração aos trinta anos do álbum The Final Countdown. O álbum foi tocado na íntegra, além do mais recente trabalho também tocado na íntegra. A apresentação no Roundhouse em Londres foi gravada, e mais um vídeo da banda saiu em 2017, The Final Countdown 30th Anniversary Show -  Live at the Roundhouse, sendo a terceira vez na Inglaterra desde 2004.
A banda confirmou em janeiro de 2017 o lançamento de um novo álbum de estúdio, que foi gravado na Abbey Road, em Londres intitulado Walk the Earth, que foi lançado em outubro. Eles tocaram pela terceira vez no Brasil, de novo em São Paulo.
Europe fez uma turné mundial em 2018, promovendo seu novo trabalho, e tocaram no.Festival.de Vina del Mar, no Chile, além dos habituais Wacken e Sweden Rock Festival ao longo dos últimos anos. No mesmo ano, a banda foi introduzida ao Swedish Music Hall of Fame. Em 2019, o Europe tocou duas vezes no Brasil, no festival Rockfest, em São Paulo, e também em Curitiba.

## Membros
- Joey Tempest - vocal, guitarra, teclado (1979-92; 2003-presente)
- John Norum -  guitarra (1979-86; 2003-presente)
- John Levén - baixo (1981-92; 2003-presente)
- Mic Michaeli - teclado, guitarra (1984-92; 2003-presente)
- Ian Haugland - bateria (1984-92; 2003-presente)

### Ex-membros
- Peter Olsson - baixo (1979-81)
- Marcel Jacob - baixo (1981)
- Tony Reno - bateria (1979-84)
- Kee Marcello - guitarra (1986-92)

## Discografia

### Álbuns de estúdio
- 1983 - Europe
- 1984 - Wings Of Tomorrow
- 1986 - The Final Countdown
- 1988 - Out Of This World
- 1991 - Prisoners In Paradise
- 2004 - Start From The Dark
- 2006 - Secret Society
- 2009 - Last Look At Eden
- 2012 - Bag Of Bones
- 2015 - War of Kings
- 2017 - Walk the Earth

### Álbuns ao vivo
- Almost Unplugged (2008)
- Live Look At Eden (2010)
- Live At Sweden Rock Festival - 30th Anniversary Show (2013)

### EPs
- 1985 - On The Loose

### Singles
- "Seven Doors Hotel (1983)
- "Lyin' Eyes" (1983)
- "Dreamer" (1984)
- "Stormwind" (1984)
- "Open Your Heart" (1984)
- "Rock the Night" - primeira versão (1985)
- "On the Loose" (1985)
- "The Final Countdown" (1986)
- "Love Chaser" (1986)
- "Rock the Night" (1986)
- "Carrie" (1986)
- "Cherokee" (1986)
- "Superstitious" (1988)
- "Open Your Heart" - nova versão (1988)
- "Let the Good Times Rock" (1989)
- "More Than Meets the Eye" (1989)
- "Tomorrow" (1989)
- "Prisoners in Paradise" (1991)
- "I'll Cry for You" (1992)
- "Halfway to Heaven" (1992)
- "Got to Have Faith" (2004)
- "Hero" (2004)
- "Always the Pretenders" (2006)
- "Last Look At Eden" [2009)
- "New Love In Town" (2009)
- "Not Supposed to Sing the Blues" (2012)
- "Firebox" (2012)
- "War Of Kings" (2015)
- "Days Of Rock N' Roll" (2015)

## Videografia
- 1986 - The Final Countdown Tour - Live at Solnahallen
- 1987 - The Final Countdown World Tour
- 1987 - Live in America
- 2004 - Rock The Night - Collectors Edition
- 2005 - Live From The Dark
- 2006 - Live In Sweden - 20th Anniversary Edition
- 2008 - Almost Unplugged
- 2011 - Live In Shepherds Bush
- 2013 - Live At Sweden Rock Festival 2013
- 2015 - Live in Wacken 2015
- 2017 - The Final Countdown 30th Anniversary Show - Live at the Roundhouse